# Etos
Etos (z gr. εθος zwyczaj lub ηθος usposobienie) – realizowany i obowiązujący w grupie społecznej, społeczności czy kategorii społecznej zbiór idealnych wzorów kulturowych (ideałów), jasno określonych. Dzięki zaangażowaniu w realizację tych wzorów zachowań uwidaczniają się wartości danej grupy oraz kształtuje się obraz wyidealizowanego stylu życia.
W starożytnej Grecji Platona i Arystotelesa pojęcie to odnosiło się bardziej do zwyczaju przyjętego w polis, wzmocnionego poprzez codzienną praktykę, lecz także wiązało się z kwestiami normatywnymi, z pozytywnie ocenianymi wartościami. Do socjologii pojęcie to wprowadził Max Weber, który opisywał dzięki niemu określony sposób życia konkretnych grup społecznych w swojej pozycji Etyka protestancka a duch kapitalizmu. Mimo że pojęcie to formalnie opisuje utrwalone sposoby działania konkretnych grup czy społeczności, konsekwentnie nie używa się go do opisu sposobów działania w grupach łamiących normy społeczne przyjęte w danym społeczeństwie, jak np. zorganizowane grupy przestępcze.
Od lat 70. XX wieku problem etosu bada się z jednej strony jako kwestię adaptacji dawnych stylów życia do nowych czasów, z drugiej kwestię nowych form w stylach życia i ich wpływu na zmiany społeczne.

## Ujmowanie pojęcia etosu w socjologii
- Etos jest nośnikiem wartości, idei, które wpływają na procesy społeczne. Robert K. Merton zauważał, opierając się na analizach Maxa Webera, że etos ascetycznego wyznawcy protestantyzmu przenikał do środowisk naukowych w siedemnastowiecznej Anglii, ponieważ podobnie jak praca, badanie natury miało służyć chwale bożej. Merton podkreśla tutaj, że zwroty do Boga nie są tylko konwencją językową, lecz były to przekonania motywujące do działania. Drugą kwestią było w tym przypadku okiełznanie natury, co także było istotne wśród purytan[1]. Etos w tym przypadku był nośnikiem wartości jaką jest ascetyczny sposób działania.
- Poprzez pojęcie etosu opisuje się wynikające z norm reguły działania charakterystyczne dla danych kultur czy kategorii zawodowych (etos nauczyciela, lekarza), które to normy nie są skodyfikowane. W przypadku etosu nauki, Merton, na bazie wstępnych analiz, pisał o czterech zespołach norm obyczajowych: uniwersalizmie, komunizmie, bezinteresowności i zorganizowanym sceptycyzmie[2].
- Nowe ruchy społeczne powstające w wielokulturowych społeczeństwach poprzemysłowych generują nowe style życia i nowe tożsamości współczesnych im obywateli.
- Etos, w odróżnieniu od postawy jest pewną, zakorzenioną w społeczności całością, dzięki czemu opisywanie problemów socjologicznych pozwala na uniknięcie problemów metodologicznych, które pojawiają się przy kwestiach związków między trzema składowymi postaw (komponenty: emocjonalny, behawioralny i poznawczy).

W odróżnieniu od pojęcia etyki pojęcia etosu nie stosuje się do opisu działań jednostek.